# Alessia Pilani

a Compétitions nationales et continentales officielles uniquement.

b Matchs officiels uniquement.
Alessia Pilani, née le 6 mars 1999 à Lugo (Italie), est une joueuse internationale italienne de rugby à XV, évoluant au poste de pilier droit.

## Biographie
Alessia Pilani pratique d'abord le cyclisme, pendant onze ans. Elle commence la pratique du rugby à XV à dix-sept ans au sein du club d'Imola, où joue son frère. Deux saisons plus tard, elle signe au Rugby Colorno en première division italienne.[réf. nécessaire]
Elle connait sa première sélection internationale avec l'équipe d'Italie contre l'Espagne, le 22 juillet 2023 à Parme (23-0). Le mois suivant elle est retenue pour disputer la première édition du WXV, la nouvelle compétition organisée par World Rugby, où elle dispute les trois rencontres (une titularisation).[réf. nécessaire] En décembre 2023, elle est appelée pour jouer avec la toute nouvelle sélection des Zebre, qui dispute deux rencontres contre Valence et Sitges en janvier et février 2024. Elle prépare le Tournoi des Six Nations 2024, mais ne fait aucune feuille de match, barrée par Sara Seye et Lucia Gai.
Blessée, elle n'est pas appelée pour le WXV. Elle est ensuite sélectionnée pour le Six Nations suivant, mais encore une fois ne dispute aucune rencontre, le poste étant partagé entre Sara Seye et Gaia Maris.
À la fin de la saison 2024-2025, elle signe au Stade bordelais.

## Palmarès
Néant